# António Macedo (jornalista)
António Macedo (Lisboa, 4 de novembro de 1950) é um jornalista e locutor de rádio português.

## Biografia
Aos 13 anos acompanha a mudança da família de Lisboa para Évora — praticou ginástica no Clube Lusitano —, e aos 15, de Évora para a Figueira da Foz.
Em 1971, entra na Faculdade de Direito da Universidade de Lisboa, mas logo nesse ano dá os primeiros passos na Rádio Universidade.
A seguir, no mesmo ano, ruma a Angola para visitar uns tios e é chamado a fazer uma substituição na Rádio Comercial de Angola. Torna-se locutor desta estação (faz sobretudo relatos desportivos - de futebol, hóquei e basquetebol) e fica em Angola até 1975.
Confirmou o seu percurso no jornalismo como redator da revista Flama e integrou subsequentemente as equipas fundadoras do semanário Se7e, do Notícias da Tarde e da revista Mais. Foi colaborador de O Jornal desde o primeiro número.
Voltou aos microfones na Rádio Comercial. A seguir, acompanhando Emídio Rangel, foi um dos fundadores da TSF. Foi também cofundador da rádio Central FM. Integrou a Rádio Nacional e a Rádio Nostalgia.
Para a televisão, colaborou, na RTP, como locutor ou voz-off, nos programas Isto Só Vídeo, 1,2,3, entre outros.
Foi coautor da série Estranha Forma de Vida, de Jaime Fernandes.
Foi durante mais de uma década o animador principal das manhãs da Antena 1. Também na rádio pública assinou, já no século XXI, o programa semanal sobre música Paixões Cruzadas, juntamente com António Cartaxo, e foi autor, com Viriato Teles, da rubrica Os Dias Cantados, transmitida pela Antena 1 para assinalar os 40 anos da Revolução dos Cravos. Colaborou também nos programas Sem Ensaio, de Carlos Martins, e David Ferreira a Contar Consigo. Saiu da RTP em 2018, recebendo, nesse mesmo ano, 100 mil euros, após um acordo judicial com a estação pública, que resultou de um processo que o jornalista interpôs à RTP e que foi motivado pelo facto de António Macedo ter trabalhado durante 15 anos para a RTP a falsos recibos verdes.
Presentemente, participa numa rubrica semanal de comentário desportivo da Sport TV.